# Christoffer Drathmann

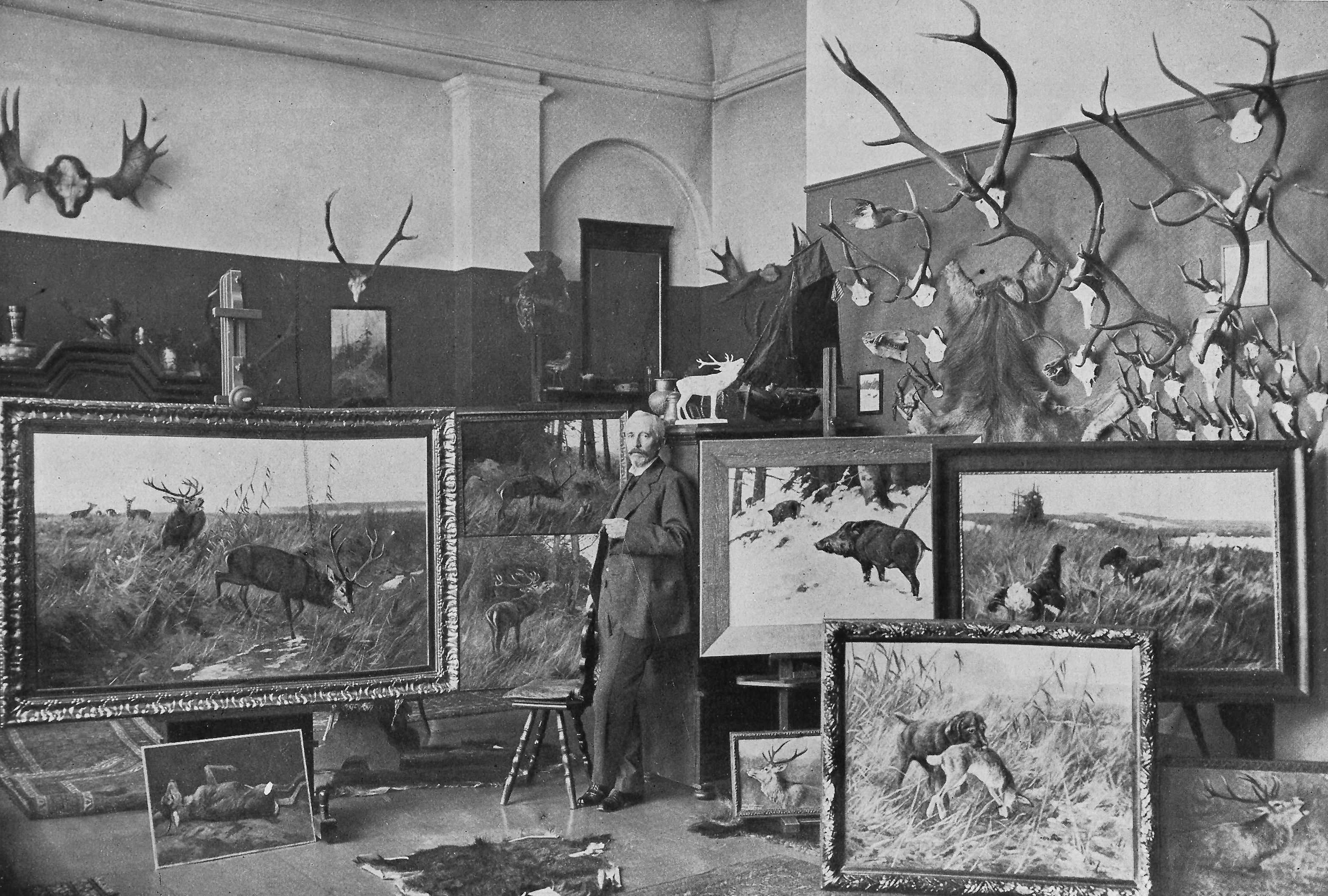
Christoffer Drathmann in seinem Atelier (1917)

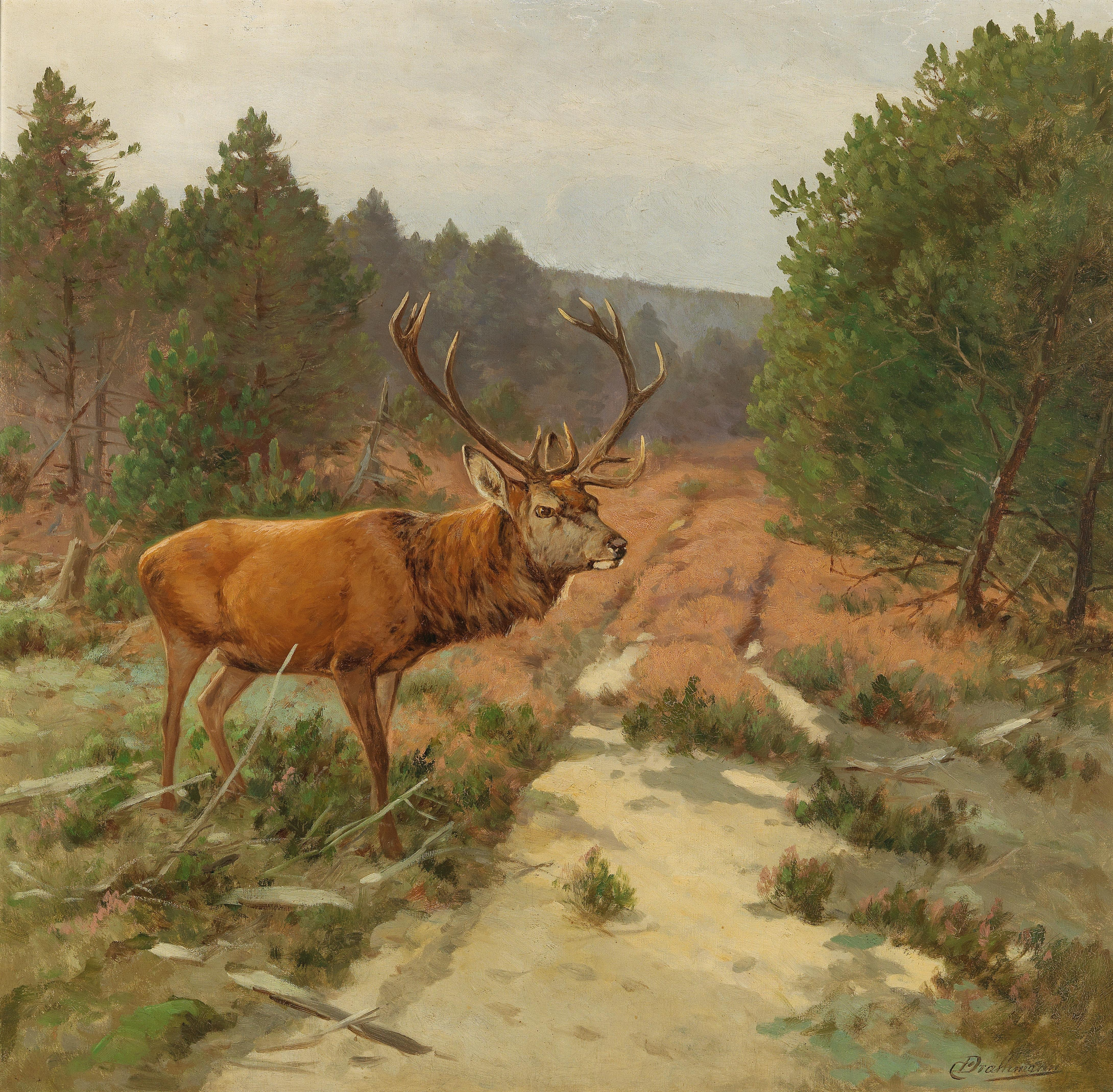
Ein Hirsch auf der Waldlichtung

Johann Christoffer Drathmann (* 10. Mai 1856 in Bremen; † 30. April 1932 in Berlin-Charlottenburg) war ein deutscher Jagd-, Tier- und Landschaftsmaler.
Drathmann war anfangs als Kaufmann tätig. Ab 1878 studierte er an der Großherzoglich Badischen Kunstschule Karlsruhe. Ab 1880 bildete er sich weiter im Malerhandwerk als Autodidakt. Er setzte sein Studium ab 1885 in München privat fort. Danach ließ er sich 1886 in Berlin als Jagd-, Tier- und Landschaftsmaler nieder.
Er wurde besonders als Jagdmaler bekannt und erhielt den Beinamen Hirschzeichner. Er besuchte oft das Hofjagdrevier Jasnitz im Landkreis Ludwigslust-Parchim, unternahm auch Studienreisen nach Dänemark und Russland. Seit 1885 stellte er seine Werke in Berliner Kunstsalons aus, sie fanden Käufer in den Kreisen der Sammler der Jagdmalerei.